# Ралли США 1974
Ралли США 1974 года (официально Press-on-Regardless Rally 1974, Ралли Независимой Прессы) − шестой этап чемпионата мира по ралли 1974 года, проходивший с 30 октября по 2 ноября. Это 26-е Ралли Независимой Прессы в истории и второе в рамках чемпионата мира. Этап проходил на гравийном покрытии, а общая протяженность гоночной дистанции составила 743 км и была разделена на 51 спецучасток (шестнадцать из которых позднее были отменены). На старт вышло 68 экипажей, до финиша добралось 29 из них.
В 1973 году на этапе в Детройте подавляющее большинство участников были представителями США и Канады, а ралли 1974 года прошло при практически тотальном доминировании французских и финских пилотов. А вот многочисленное представительство ведущих итальянских гонщиков на Lancia и Fiat закончилось полным провалом и повсеместными сходами по техническим причинам. При таком количестве ведущих раллийных пилотов из Европы лучшим результатом североамериканцев на этот раз стало десятое место Боба Хурихана.
Свою первую победу в сезоне и четвёртую в карьере одержал Жан-Люк Терье на Renault 17 Gordini, для компании Renault эта победа стала первой в мировом первенстве. Его главным соперником был финн Маркку Ален, победивший на более чем половине спецучастков, но проигравший в итоге больше трёх минут на финише соревнований (этот подиум стал для него уже пятым в мировом первенстве). Замкнул призовую тройку еще один француз - Жан-Пьер Николя. Трёхкратный чемпион Европы поляк Собеслав Засада впервые финишировал в очковой зоне на чемпионате мира, а француз Ги Шассель напротив - в последний. 
Марианна Фуртон, занявшая девятое место, стала второй женщиной-пилотом на чемпионате мира, которая финишировала в первой десятке по итогам соревнований. А Клодин Буше (Тротмэнн), завоевавшая восьмое место в качестве штурмана Боба Нейре, была первой такой женщиной на Ралли Марокко 1973 года.

## Результаты

### Турнирная таблица
| Место | 1  | 2  | 3  | 4  | 5 | 6 | 7 | 8 | 9 | 10 |
| Очки  | 20 | 15 | 12 | 10 | 8 | 6 | 4 | 3 | 2 | 1  |

| Место | Пилот           | Штурман            | Машина                   | Время     | Разница  | Очки |
| ----- | --------------- | ------------------ | ------------------------ | --------- | -------- | ---- |
| 1     | Жан-Люк Терье   | Кристиан Дельферье | Renault 17 Gordini       | 3:17:52.2 |          | 20   |
| 2     | Маркку Ален     | Ахо Атсо           | Fiat 124 Abarth          | 3:21:06.0 | +3:13.8  | 15   |
| 3     | Жан-Пьер Николя | Герайнт Филлипс    | Renault 17 Gordini       | 3:21:29.4 | +3:37.2  |      |
| 4     | Симо Лампинен   | Джон Дэвенпорт     | Lancia Beta Coupe        | 3:29:52.8 | +12:00.6 | 10   |
| 5     | Ги Шассель      | Жан-Пьер Руже      | Alpine-Renault A110 1800 | 3:34:03.0 | +16:10.8 | 8    |
| 6     | Бернар Дарниш   | Ален Маэ           | Renault 17 Gordini       | 3:39:15.6 | +21:23.4 |      |
| 7     | Собеслав Засада | Ержи Добржански    | Porsche 911 Carrera RS   | 3:49:10.8 | +31:18.6 | 4    |
| 8     | Боб Нейре       | Клодин Буше        | Alpine-Renault A110 1800 | 3:49:37.2 | +31:45.0 |      |
| 9     | Марианна Фуртон | Эвелин Ванони      | Alpine-Renault A110 1800 | 3:57:17.4 | +39:25.2 |      |
| 10    | Боб Хурихан     | Дуг Шеферд         | Volvo 142 S              | 3:59:12.0 | +41:19.8 | 1    |

### Сходы
Неполный список
| Пилот             | Штурман            | Автомобиль               | Причина             |
| ----------------- | ------------------ | ------------------------ | ------------------- |
| Сандро Мунари     | Марио Мануччи      | Lancia Stratos HF        | Распределитель      |
| Маурицио Верини   | Массимо Торриани   | Fiat 124 Abarth          |                     |
| Альчиде Паганелли | Нинни Руссо        | Fiat 124 Abarth          | Сцепление           |
| Серджио Барбасио  | Франческо Роззетти | Fiat 124 Abarth Rallye   | Исключён            |
| Мауро Прельяско   | Анжело Гарцольо    | Lancia Beta Coupé        | Крепление двигателя |
| Уолтер Бойс       | Дуг Вудс           | Toyota Celica 1600       | Застрял в гравии    |
| Джон Баффум       | Робин Эдвардс      | Ford Escort RS 1600 MKI  | Сход                |
| Джеймс Уолкер     | Терри Палмер       | Volvo 142 S              | Дифференциал        |
| Кит Биллоуз       | Джон Кэмпбелл      | Ford Escort RS 1600 MKI  | Коробка передач     |
| Ален Амброзино    | Жан-Жак Ренье      | Alpine-Renault A110 1800 | Двигатель           |

### Спецучастки
| Пилот             | СУ |
| ----------------- | -- |
| Маркку Ален       | 21 |
| Альчиде Паганелли | 6  |
| Жан-Люк Терье     | 4  |
| Жан-Пьер Николя   | 3  |
| Сандро Мунари     | 1  |
| Серджио Барбасио  | 1  |

## Положение в чемпионате после этапа
Зачёт производителей
|   | Место | Производитель  | Очки |
| - | ----- | -------------- | ---- |
| 1 | 1     | Fiat           | 63   |
| 1 | 2     | Lancia         | 62   |
|   | 3     | / Ford         | 34   |
| 1 | 4     | Porsche        | 27   |
| 1 | 5     | Datsun         | 26   |
|   | 6     | Toyota         | 22   |
|   | 7     | Renault        | 20   |
|   | 7     | Mitsubishi     | 20   |
| 1 | 9     | Opel           | 15   |
|   | 10    | Alpine Renault | 14   |
| 2 | 11    | Saab           | 10   |